# Reach for the Sky (chanson)
Pour les articles homonymes, voir Reach for the Sky.
Singles de FireHouse
All She Wrote
(1991) When I Look Into Your Eyes
(1992)
Reach for the Sky est le cinquième single du groupe FireHouse sorti en 1992.

## Liste des chansons
| No | Titre             | Durée |
| -- | ----------------- | ----- |
| 1. | Reach for the Sky | 4:47  |